# Babenbergowie

Herb otrzymany przez Leopolda V Babenberga – dziś barwy Flagi Austrii.

Babenbergowie – dynastia austriacka, prawdopodobnie boczna linia dynastii Luitpoldingów, panującej w Bawarii. Panowali w Austrii, najpierw jako margrabiowie, a od 1156 roku z tytułem książęcym. Przejściowo także rządzili w Bawarii w latach 1139–1156 (z przerwami).

## Dzieje

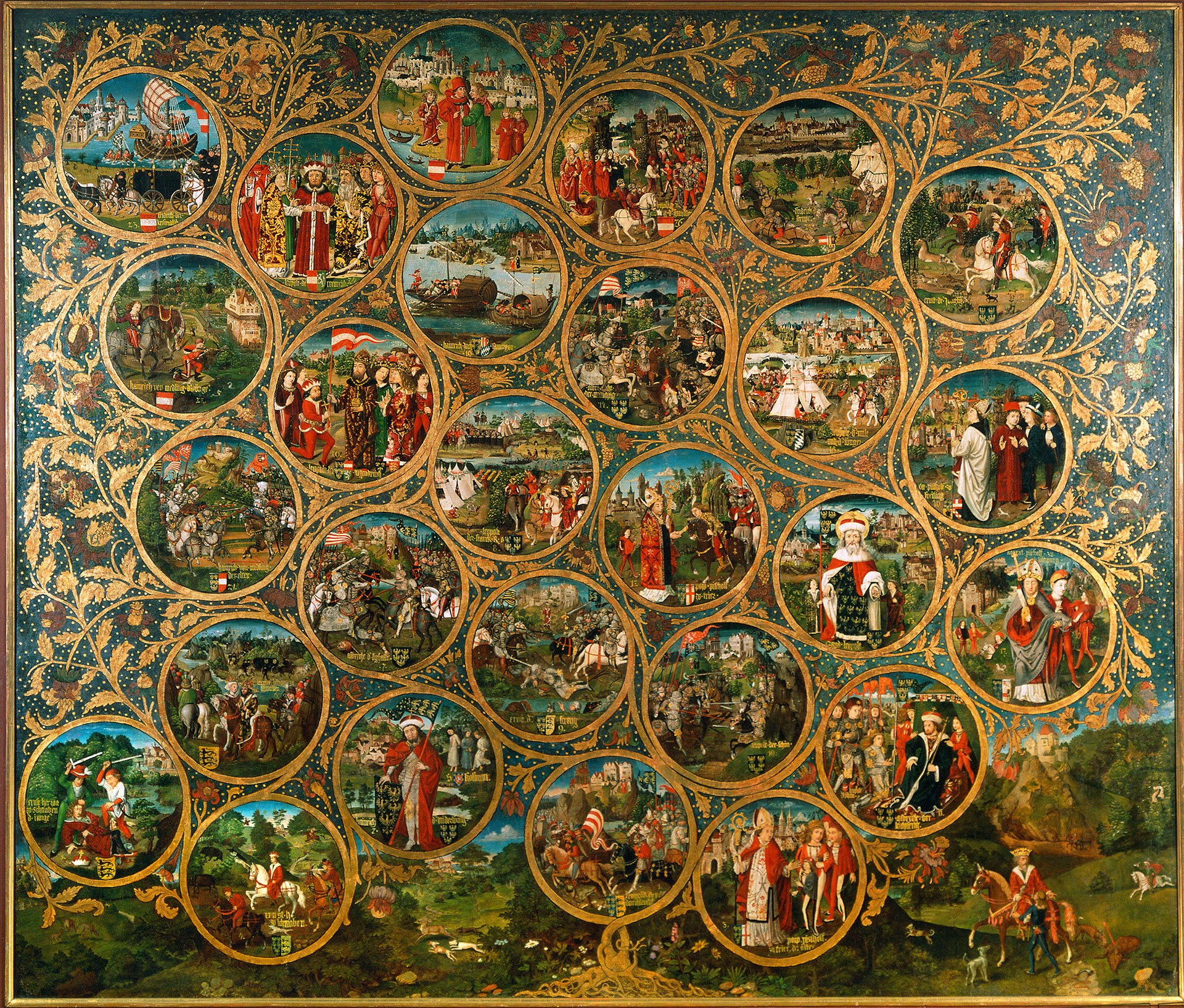
Drzewo genealogiczne Babenbergów

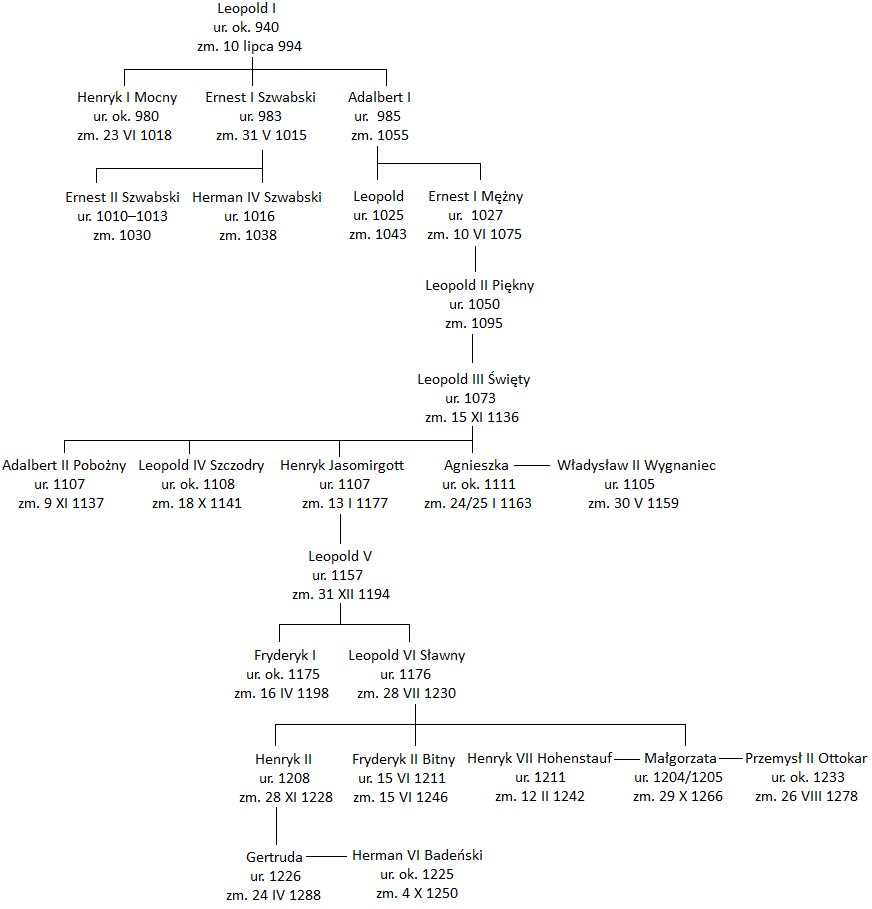
Drzewo genealogiczne Babenbergów

Założycielem był Leopold I (zm. 994), który ok. 975/976 roku został mianowany władcą marchii wschodniej (niem. Ostmark, stąd nazwa Austria).
Margrabia Leopold III (zm. 1136) żonaty był z córką cesarza Henryka IV Agnieszką, wdową po Fryderyku I Szwabskim z dynastii Hohenstaufów. Za zasługi dla kościoła został w 1485 roku kanonizowany.
Synowie Leopolda III panowali także w Bawarii. Leopold IV Szczodry w latach 1139–1141, a Henryk II Jasomirgott (zm. 1177) w latach 1143–1156. Henryk w 1156 roku uzyskał od cesarza Fryderyka I Barbarossy tytuł księcia Austrii na mocy dokumentu Privilegium Minus.
Dynastia wygasła w linii męskiej na księciu Fryderyku II Bitnym w 1246 roku. O Austrię rozpoczęły się walki. Ostatecznie w 1276 roku Austria stała się dziedzicznym władztwem Habsburgów (rządzili do 1740 roku, następnie dynastia habsbursko-lotaryńska do 1918 roku).

### Książęta Szwabii
- 1012–1015 Ernest I Szwabski (syn Leopolda I margrabiego Austrii)

### Hrabiowie na Winbergu
- 1075–1100 Adalbert I (syn Ernesta I margrabiego Austrii)

### Książęta Bawarii
- 1139–1141 Leopold IV (syn Leopolda III,; margrabia Austrii od 1136)
- 1143–1177 Henryk II Jasomirgott (brat; margrabia Austrii 1141-1156 i książę Austrii 1156-1177)

### Palatyni Renu
- 1140–1177 Henryk II Jasomirgott (syn Leopolda III)

### Książęta Styrii
- 1192–1194 Leopold V (syn Henryka II; książę Austrii)
- 1194–1230 Leopold VI (syn; książę Austrii od 1199)

### Książęta na Mödling
- 1177–1223 Henryk (syn Henryka II)